# سان نیکاندرو گارگانیکو
سان نیکاندرو گارگانیکو (به ایتالیایی: San Nicandro Garganico) یک کومونه در ایتالیا است که در استان فوجا واقع شده‌است.
 سان نیکاندرو گارگانیکو ۱۷۳٫۳۶ کیلومتر مربع مساحت و ۱۵٬۳۸۸ نفر جمعیت دارد و ۲۲۴ متر بالاتر از سطح دریا واقع شده‌است.